# Pierre Kjellberg
Pierre Kjellberg (* 1922; † 25. März 2014 in Paris) war ein französischer Kunsthistoriker.

## Leben
Pierre Kjellberg war der Sohn eines Auktionators, der wie er im Auktionshaus von Edmond Champetier de Ribes tätig war. Von 1956 bis 1986 war er Redakteur bei dem Magazin Connaissance des arts. Er veröffentlichte umfangreich Artikel in der Gazette de l’Hôtel Drouot und ist Autor zahlreicher kunstgeschichtlicher Bücher.

## Werke (Auswahl)
- Le guide du Marais: La Bibliothèque des Arts-Paris. 1967, 112 S.
- Le Guide des statues de Paris. La Bibliothèque des arts, 1973, 150 S.
- Le mobilier français: Du Moyen Age à Louis XV. Editions Le Prat, 1978, ISBN 978-2-85205-045-7, 227 S.
- Art Déco: Les maîtres du mobilier, le décor des paquebots. Editions de l’Amateur, 1986, ISBN 978-2-85917-512-2, 275 S.
- Les bronzes du XIXe siècle: dictionnaire des esculpteurs. Éditions de l’Amateur, 1987, 684 S.
- Objets montés: du Moyen Âge à nos jours. Éditions de l’Amateur, 1989, ISBN 978-2-85917-305-0, 223 S.
- Le mobilier du XXe siècle: dictionnaire des créateurs. Mit Guillemette Delaporte, Éditions de l’amateur, 1994, ISBN 978-2-85917-177-3, 693 S.
- Encyclopédie de la pendule française du Moyen Age au XXe siècle. Editions de l’Amateur, 2005, ISBN 978-2-85917-412-5, 526 S.